# Palazzo Gritti (Castello)
Palazzo Gritti, noto anche come Palazzo della Nunziatura, è un edificio veneziano sito nel sestiere di Castello nei pressi della chiesa di San Francesco della Vigna.

## Storia
Venne fatto costruire nel 1525 dal doge Andrea Gritti come dimora ove ritirarsi. La datazione è attestata da una targa presente in facciata. Dopo la morte prematura del proprietario, la magione passò alle famiglie Contarini e Morosini. Venne quindi venduto alla Serenissima Repubblica di Venezia per 25.000 ducati. Nel 1564 venne donato a papa Pio IV che lo fece diventare sede del proprio nunzio apostolico, che prima non disponeva di una sede stabile. Nel XIX secolo passò ai frati francescani, che lo unirono al proprio convento per mezzo di un cavalcavia a colonnato progettato dall'architetto G.A. Pigazzi. Durante la prima guerra mondiale fu adibito a carcere militare. Oggi è un condominio.

## Architettura
Il palazzo, privo di particolare interesse architettonico, si sviluppa su tre facciate e presenta una corta centrale. È notevole solo per la quadrifora centrale della facciata principale, parzialmente murata, e per i tre portali, uno per lato. Quello della facciata laterale, di gran lunga il più imponente, presenta un aspetto architravato. Presenta un timpano triangolare e tre stemmi. Quello della facciata principale, sito sotto alla quadrifora, ha un aspetto semplice ed imita il primo. Quello d'acqua è a tutto sesto e presenta uno stemma.